# Abénaqui
 (mars 2019).
Cet article concerne la langue abénaqui. Pour le peuple abénaqui, voir Abénaquis.
L'abénaqui, abénaki ou aln8ba8dawaw8gan est un terme qui couvre un ensemble de dialectes algonquins de l'est initialement parlés dans ce qui est maintenant le Québec, le Vermont, New Hampshire, le Massachusetts et le nord du Maine.
L'abénaqui occidental est parlé par une toute petite poignée d'anciens dans la réserve Abénaqui d'Odanak (Québec). L'abénaqui oriental fut encore parlé récemment par des anciens Pentagouets dans l'est du Maine mais est maintenant éteint. D'autres dialectes de l'abénaki oriental (caniba, aroosagunticook etc.) maintenant éteints sont documentés en français pendant la période coloniale.
L'abénaqui occidental et oriental partagent de nombreuses similarités non seulement dans le vocabulaire mais aussi la phonologie.

## Alphabet
| Majuscule | A | B | C | D | E | G | H | I | J | K | L | M | N | O | P | S | T | W | Z | 8 |
| Minuscule | a | b | c | d | e | g | h | i | j | k | l | m | n | o | p | s | t | w | z | 8 |

## Quelques mots
- Ndakagwi = zéro
- Pazokw = un
- Nis = deux
- Nas = trois
- Law = quatre
- N8lan = cinq
- Ngwed8s  = six
- T8baw8s = sept
- Ns8zek = huit
- Noliwi = neuf
- Mdala = dix
- San8ba = homme
- Phanem  = femme